# Борис Триван
Борис Триван (Зрењанин, 16. јануар 1979 — Берлин, 25. октобар 2018) био је српски археолог, новинар и колумниста.

## Биографија
Рођен је у Зрењанину 1979. године. Студирао је Филозофски факултет Универзитета у Београду, смер археологија. По завршетку студија одлази у Египат. Први теренски рад имао је у Беренику, 2003. године. Годину дана касније, 2004. године, радио је на ископавањима у Амарни. Специјализовао се за египатску керамику и Ново краљевство.
Био је један од оснивача и директор Института за дигиталне комуникације, где је имао и улогу предавача. Био је један од три сертификована тренера дигиталног маркетинга, од стране Института за дигитални маркетинг у Ирској. Био је колумниста и написао је више стотина колумни и текстова. Писао је за Рингер Аксел Шпрингер Србију, Адриа Медија Груп, Колор Прес Груп, Европа Дигитал и друге издавачке куће.
Основао је Центар за образовање одраслих „Едуца Хумана” који се бавио заштитом животне средине и неконвенционалним и доживотним образовањем. Био је предавач, ментор и научни сарадник у научном центру Петница на програму археологије.
На друштвеним мрежама је покренуо лик Покојна Милева помоћу ког је критички коментарисао дешавања и личности. Због поменутог лика, ког је пратило преко шесто хиљада људи, постао је препознатљив у јавном свету.
Од 2016. године, па до смрти, био је главни и одговорни уредник портала Ноиз, који је за врло кратак период постигао велики успех.
Преминуо је изненада у Берлину, 25. октобра 2018. године од срчаног удара, током одржавања Ноиз конференције. Сахрањен је 7. новембра 2018. године у Зрењанину.
Од 2019. године, Институт за дигиталне комуникације додељује стипендију за младе које занима дигитални маркетинг која носи његово име.